# Distrito de Agallpampa
El Distrito de Agallpampa es uno de los diez distritos de la Provincia de Otuzco, ubicada en el Departamento de La Libertad, bajo la administración del Gobierno regional de La Libertad, en el Perú.
Desde el punto de vista jerárquico de la Iglesia católica forma parte de la Arquidiócesis de Trujillo.

## Historia
Fue creado por Ley del 10 de septiembre de 1941, en el primer gobierno del Presidente Manuel Prado Ugarteche. 

## Geografía
Abarca unas superficie de 258,56 km², incluye los caseríos de Carata, Mayday, Cuscanday, Puente Balta, Chual, Sangalpampa, Huangamarca, San Vicente, José Balta, Chota, La Florida, Motil, La Morada, Siguiball, Mariscal Castilla y Yamobamba.

## Autoridades

### Municipales
- 2011 - 2014[2][3]
  - Alcalde: Roy Omar Alfaro Reyes, del Partido Alianza para el Progreso (APP).
- 2019 - 2022

### Policiales
- Comisario: Alférez PNP Demis Moisés Tantalean Aguilar

### Religiosas
- Arquidiócesis de Trujillo[4]
  - Arzobispo de Trujillo: Monseñor Héctor Miguel Cabrejos Vidarte, OFM.[5]
- Parroquia
  - Párroco: Pbro.

## Atractivos turísticos
Motil =  criadero de truchas y grandes montañas para escalar